# Nemetové

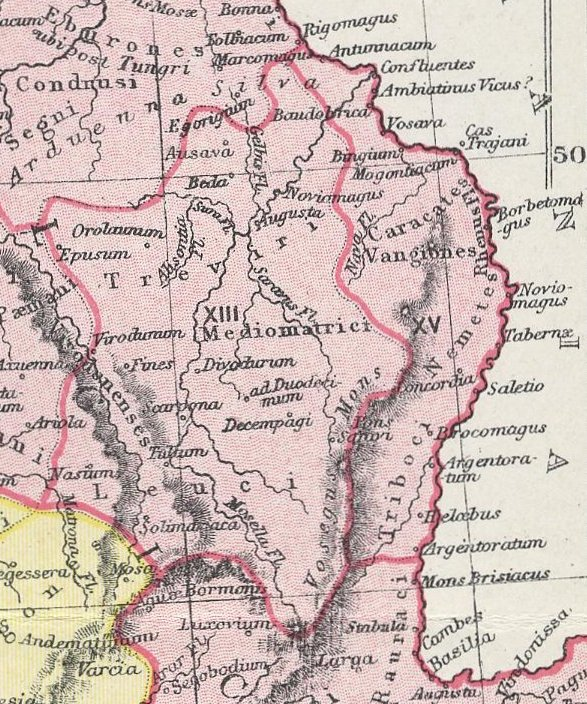
Mapa východní Galie - Nemetes u řeky Rýn.

Nemetové nebo Nemeti  (starořecky Νεμῆται; německy Nemeter) byl germánský kmen žijící ve starověku podél řeky Rýn. Jejich pojmenování mohlo vést u slovanských jazyků k ustálení označení Němci (polsky Niemcy).
Římský název pro město Speyer, Noviomagus Nemetum, odkazuje na jeho postavení jako hlavní město Nemetů. Podle Tacita šlo "nesporně o Germány".